# Tierpark Hellabrunn

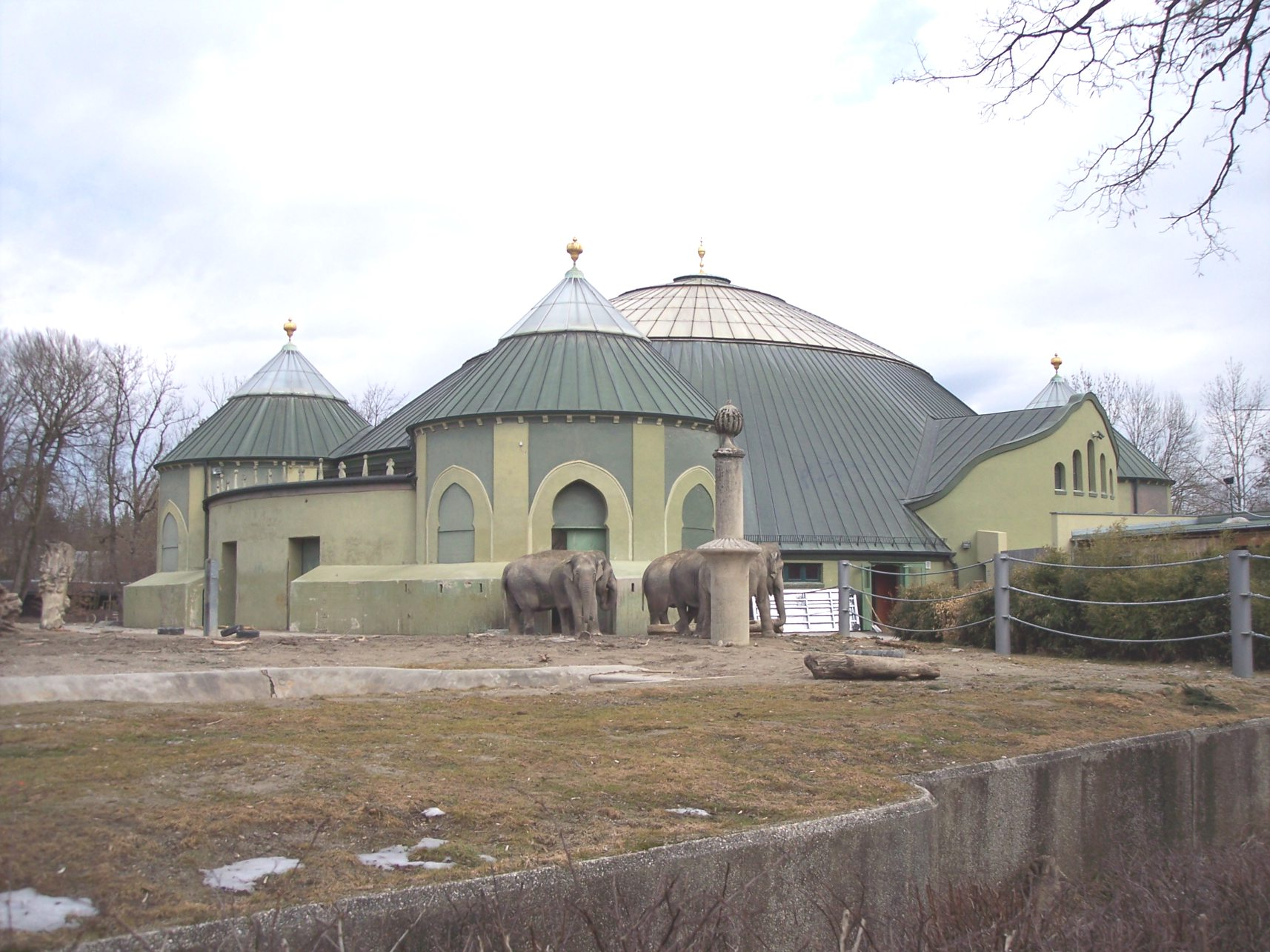
Um marco do Hellabrunn: a antiga casa do elefante, que foi construída em 1914.

Tierpark Hellabrunn é o jardim zoológico localizado na capital da Baviera, Munique. O parque de 36 hectares (89 acres) está situado na margem direita do rio Isar, na parte sul de Munique, próximo quartel de Thalkirchen. Como o nível do lençol de água do local é bastante alto e a água é de boa qualidade, o zoológico pode suprir suas necessidades de água doce usando seus próprios poços.